# Шукачі (фільм, 1956, СРСР)
«Шукачі» — радянський повнометражний кольоровий художній фільм, поставлений на кіностудії «Ленфільм» в 1956 році режисером Михайлом Шапіро за мотивами однойменного роману Данила Граніна, виробнича драма. Прем'єра фільму в СРСР відбулася 23 травня 1957 року. Із зібрання «Держфільмофонду» СРСР.

## Сюжет
Інженер Лобанов (Євген Матвєєв), що працює над проблемою пошуку місць розриву телефонного зв'язку, йде з НДІ і влаштовується працювати на дослідний завод, де, на його думку, є всі можливості для створення розробленого ним приладу, що визначає пошкодження в електричних кабелях на відстані. Для нього це не тільки технічна задача, але й особистий моральний обов'язок — під час війни його друг загинув, відшукуючи обрив телефонного дроту. Молодий учений зараховується завідувачем лабораторією і поки не передбачає, що основні сили будуть спрямовані не на творчу роботу, а на боротьбу з бюрократизмом. У фіналі фільму, продершись через безліч засідань і нарад, в результаті численних вдалих і не дуже експериментів, творці виявляють, що прилад, який розробляється, може знайти не тільки вже виниклі, але й предбачувати майбутні обриви лінії.

## У ролях
- Євген Матвєєв — Андрій Лобанов
- Ігор Горбачов — Віктор Потапенко
- Маргарита Юр'єва — Марина
- Майя Блінова — Рита
- Ніна Мамаєва — Устинова
- Давид Волосів — Рейнгольд, заступник начальника цеху
- Михайло Єкатерининський — Григор'єв, професор
- Юхим Копелян — Смородін
- Володимир Косарєв — Новиков
- Гнат Лейрер — Борисов, парторг
- Георгій Самойлов — епізод
- Олександр Соколов — Кривицький
- Гліб Флоринський — Степін
- Антоній Ходурський — Тонков, професор
- Віктор Чекмарьов — Долгін

## Знімальна група
- Сценарій —  Данило Гранін і  Леонід Жежеленко. За мотивами однойменного роману Данила Граніна
- Режисер-постановник —  Михайло Шапіро
- Оператор —  Сергій Іванов
- Художник —  Віктор Волін
- Режисер —  Олександр Абрамов
- Композитор —  Микола Червінський
- Звукооператор —  Арнольд Шаргородський
- Композитор —  Микола Червінський
- Директор картини — Йосип Поляков